# Обреновачко лето
Обреновачко лето је летња фестивалска манифестација, која за циљ има представљање различитих форми уметничког стваралаштва. 

## О Фестивалу
,,Обреновачко лето" је манифестација која се традиционално сваког лета одвија у Обреновцу и богатство ове манифестације огледа се у томе што се шаренолики дијапазон наступа може погледати - од визуелних уметности, музичких дешавања, преко дизајна, позоришних и извођачких уметности.
Велики број музичких и литерарних вечери, позоришних представа, плесних кореографија, пројекција филмова, трибине и концерте духовне музике. Простор одржавања програма ове манифестације није једна одређена локација града, већ су, спрам самог догађаја одређене вечери то само Обреновачко позориште, потом бина испред Спортско-културног центра, затим бина у дворишту Библиотеке „Влада Аксентијевић”, црквени простор и порта Обреновачке цркве, као и месне заједнице и друга насеља.
Овакав фестивал представља велико богатство јер пружа креативним суграђанима, али и људима широм земље, да изразе своју креативност пред публиком, али и саму заједницу упућује на неговње уметности.